# Аркаделфија (Арканзас)
Аркаделфија (енгл. Arkadelphia) град је у америчкој савезној држави Арканзас.

## Демографија
По попису из 2010. године број становника је 10.714, што је 198 (-1,8%) становника мање него 2000. године.
| Група             | 2000.         | 2010.         |
| Белци             | 7.419 (68,0%) | 6.860 (64,0%) |
| Афроамериканци    | 2.893 (26,5%) | 3.244 (30,3%) |
| Азијати           | 141 (1,3%)    | 85 (0,8%)     |
| Хиспаноамериканци | 283 (2,6%)    | 347 (3,2%)    |
| Укупно            | 10.912        | 10.714        |